# Ilha de Mahé
Mahé é a maior ilha das Seicheles, localizada no nordeste do país, possui 148,20 km² e 70.828 habitantes (censo 2002), quase 90% da população total do país. A capital das Seicheles, Vitória, está localizada na ilha. A ilha foi batizada por Bertrand-François Mahé de La Bourdonnais, um antigo governador francês das ilhas Maurício.
O pico mais alto de Mahé é o Morne Seychellois com 905 metros, localizado no Parque Nacional Morne Seychellois.
A maior parte da população vive no norte e leste da ilha, onde se localiza o aeroporto internacional inaugurado em 1971.
Na parte sul e oeste da ilha está localizado o Parque Nacional Ternay Marine e o Parque Nacional Port Launay Marine.
Mahe foi visitada inicialmente pelos britânicos em 1609 e não mais visitada por europeus até a expedição de Lazare Picault em 1742. Mahe permaneceu como possessão francesa até 1814 quando se tornou colônia britânica. Permaneceu como colônia até 1976 quando as Seicheles se tornaram independente.

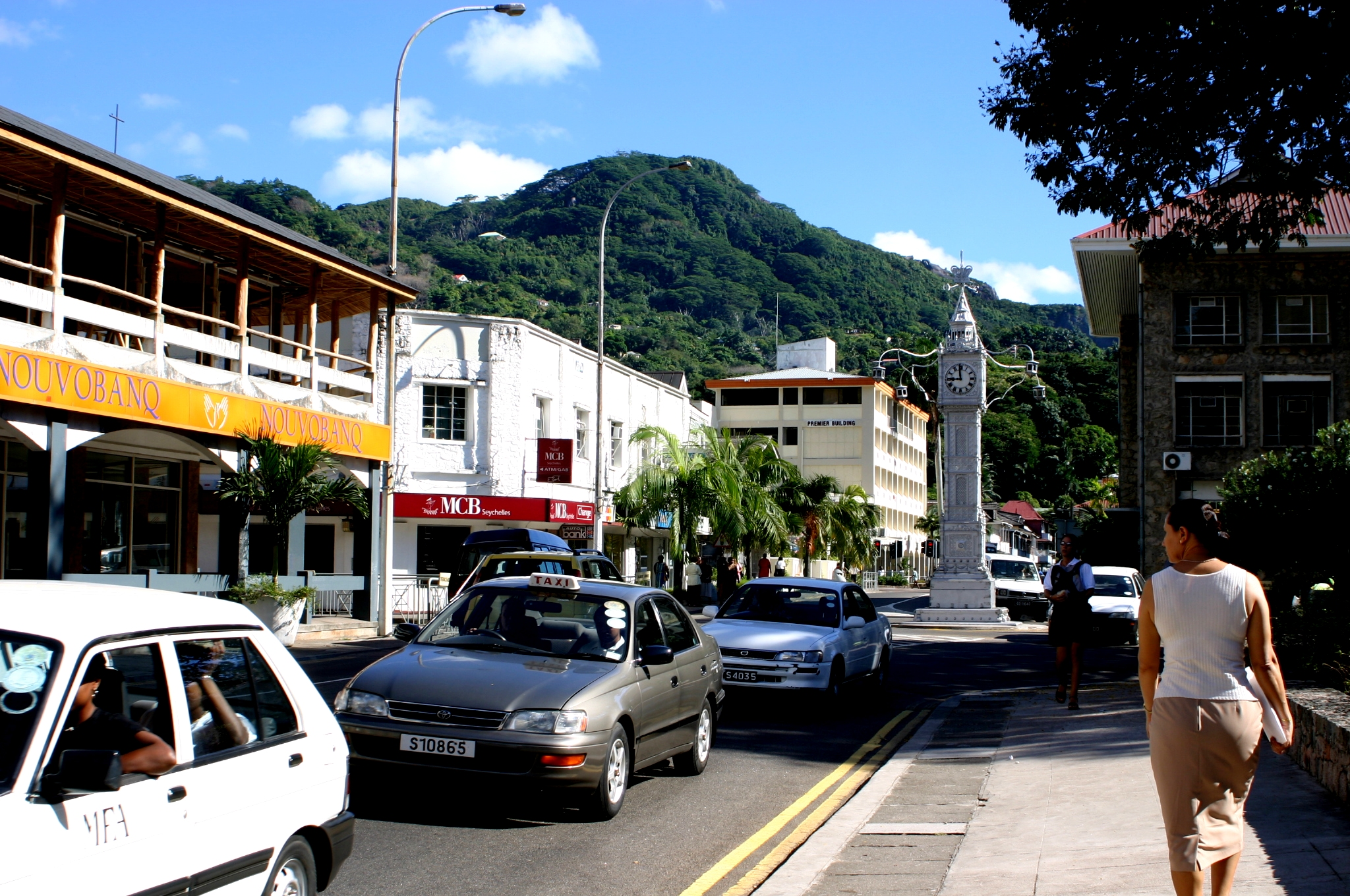
Vitória, capital das Seicheles